# Xã Rooks Creek, Quận Livingston, Illinois
Xã Rooks Creek (tiếng Anh: Rooks Creek Township) là một xã thuộc quận Livingston, tiểu bang Illinois, Hoa Kỳ. Năm 2010, dân số của xã này là 567 người.